# Kirchhoff (cráter)
Kirchhoff es un pequeño cráter de impacto lunar que se encuentra en la parte norte del sistema de los Montes Taurus, al oeste del cráter Newcomb, y al sureste de la pareja de cráteres Hall y G. Bond.
Se trata de un elemento circular con forma de cuenco, que se encuentra en medio de un terreno lunar escarpado. El cráter satélite Kirchhoff C es contiguo al borde oriental. Presenta una pequeña elevación en el punto medio del suelo interior.

## Cráteres satélite
Por convención estos elementos son identificados en los mapas lunares poniendo la letra en el lado del punto medio del cráter que está más cercano a Kirchhoff.
|           | \| Kirchhoff \| Coordenadas \| Diámetro \| \| --------- \| ---------------------------- \| -------- \| \| C \| 30°18′N 39°42′E / 30.3, 39.7 \| 23 km \| \| E \| 30°42′N 40°24′E / 30.7, 40.4 \| 26 km \| \| F \| 31°30′N 40°54′E / 31.5, 40.9 \| 23 km \| \| G \| 29°48′N 40°12′E / 29.8, 40.2 \| 22 km \| |          |
| Kirchhoff | Coordenadas | Diámetro |
| C         | 30°18′N 39°42′E / 30.3, 39.7 | 23 km    |
| E         | 30°42′N 40°24′E / 30.7, 40.4 | 26 km    |
| F         | 31°30′N 40°54′E / 31.5, 40.9 | 23 km    |
| G         | 29°48′N 40°12′E / 29.8, 40.2 | 22 km    |